# Teliostachya
- Commons
- Wikispecies

Teliostachya Nees, 1847, segundo o Sistema APG II, é um gênero botânico da família Acanthaceae

## Espécies
As principais espécies são:
| - Teliostachya alopecuroidea - Teliostachya alopecuroides - Teliostachya cataractae - Teliostachya coppenamensis - Teliostachya diffusa - Teliostachya glandulosa - Teliostachya gracilis - Teliostachya hyssopifolia | - Teliostachya laguroidea - Teliostachya lanceolata - Teliostachya lopecuroidea - Teliostachya mazarunensis - Teliostachya medicaginea - Teliostachya microcarpa - Teliostachya petraea - Teliostachya surinamensis |